# 斯图拉谷
斯图拉谷（Stura Vallis）是火星埃律西昂区的一条古河谷，其中心坐标位于北纬22.9度、西经217.6度处，它全长75公里长，以意大利罗马以东的一条河流古名命名，1985年被国际天文联合会正式接受。